# Temporada da NHL de 1988–89
A temporada da NHL de 1988–89 foi a 72.ª temporada da National Hockey League (NHL). O Calgary Flames ganhou a final canadense da Copa Stanley contra o Montreal Canadiens por 4-2. Até hoje, esta foi a última vez em que duas equipes canadenses se enfrentaram na Copa Stanley.

## Temporada Regular
Este ano viu o início da relação de Wayne Gretzky com o Los Angeles Kings, tendo sido trocado na inter-temporada após levar o Edmonton Oilers à Copa Stanley de 1988. Coincidindo com a aquisição de Gretzky, o time também mudou seus uniformes e cores para 1988-89, tirando o roxo e dourado associado com seu parceiro no Great Western Forum, o time de basquete do Los Angeles Lakers, em favor do branco e prata. A presença de Gretzky marcou uma grande virada no desempenho do Kings. Antes de sua chegada via negociação com o Edmonton Oilers em 9 de agosto de 1988 , Los Angeles teve o quarto pior desempenho da NHL com 30 vitórias, 42 derrotas e 8 empates. Após a primeira tempoada de Gretzky com o Kings, todavia, eles subiram na classificação para o quarto melhor desempenho, com uma marca de 42 vitórias, 31 derrotas e 7 empates, para 91 pontos. Eles também conseguiram derrotar o ex-time de Gretzky, o Oilers, em sete jogos na semifinal da Divisão Smythe antes de serem varridos por 4-0 pelo posterior campeão Flames na final da Divisão.
Mario Lemieux do Pittsburgh Penguins ganhou o Troféu Art Ross pela segunda temporada seguida, liderando a liga com 199 pontos. Lemieux permanece como a única pessoa além de Gretzky a se aproximar da marca de 200 pontos (Gretzky ultrapssou esta marca por 4 vezes em cinco anos durante a década de 1980). Esta foi a única temporada em que quatro jogadores marcaram mais de 150 pontos: Gretzky atingiu 168, enquanto Steve Yzerman e Bernie Nicholls totalizaram 155 e 150 pontos, respectivamente. Esta também foi uma das únicas vezes em que dois colegas de time, Gretzky e Nicholls do Los Angeles Kings, atingiram a marca de 150 pontos. Superando por pouco Lemieux, Gretzky ganhou seu nono Troféu Memorial Hart como melhor jogador da liga, enquanto Yzerman terminou em terceiro na votação. Yzerman foi votando por seus colegas da NHLPA MVP, conquistando o Prêmio Lester B. Pearson.
O estreante do New York Rangers Brian Leetch quebrou o recorde de gols por um defensor estreante, com 23. Ele terminou a temporada com 71 pontos e facilmente conquistou o Troféu Memorial Calder.
Em 22 de março, um incidente horrível aconteceu em Buffalo durante uma partida entre o Buffalo Sabres e o St. Louis Blues. Durante uma colisão na boca do gol entre o jogador do Blues Steve Tuttle e o do Sabres Uwe Krupp, a lâmina de um dos patins de Tuttle atingiu a garganta do goleiro de Buffalo Clint Malarchuk, machucando sua veia jugular. Graças a uma rápida ação do treinador do Sabres Jim Pizzutelli, Malarchuk recebeu tratamento rápido e foi liberado do hospital no dia seguinte.

### Classificação final
Nota: J = Partidas jogadas, V = Vitórias, D = Derrotas, E = Empates, Pts = Pontos, GP = Gols pró, GC = Gols contra, PEM=Penalizações em minutos

Times que se classificaram aos playoffs estão destacados em negrito

#### Conferência Príncipe de Gales
| Divisão Adams      | J  | V  | D  | E  | Pts | GP  | GC  |
| ------------------ | -- | -- | -- | -- | --- | --- | --- |
| Montreal Canadiens | 80 | 53 | 18 | 9  | 115 | 315 | 218 |
| Boston Bruins      | 80 | 37 | 29 | 14 | 88  | 289 | 256 |
| Buffalo Sabres     | 80 | 38 | 35 | 7  | 83  | 291 | 299 |
| Hartford Whalers   | 80 | 37 | 38 | 5  | 79  | 299 | 290 |
| Quebec Nordiques   | 80 | 27 | 46 | 7  | 61  | 269 | 342 |

| Divisão Patrick     | J  | V  | D  | E  | Pts | GP  | GC  |
| ------------------- | -- | -- | -- | -- | --- | --- | --- |
| Washington Capitals | 80 | 41 | 29 | 10 | 92  | 305 | 259 |
| Pittsburgh Penguins | 80 | 40 | 33 | 7  | 87  | 347 | 349 |
| New York Rangers    | 80 | 37 | 35 | 8  | 82  | 310 | 307 |
| Philadelphia Flyers | 80 | 36 | 36 | 8  | 80  | 307 | 285 |
| New Jersey Devils   | 80 | 27 | 41 | 12 | 66  | 281 | 325 |
| New York Islanders  | 80 | 28 | 47 | 5  | 61  | 265 | 325 |

#### Conferência Clarence Campbell
| Divisão Norris        | J  | V  | D  | E  | Pts | GP  | GC  |
| --------------------- | -- | -- | -- | -- | --- | --- | --- |
| Detroit Red Wings     | 80 | 34 | 34 | 12 | 80  | 313 | 316 |
| St. Louis Blues       | 80 | 33 | 35 | 12 | 78  | 275 | 285 |
| Minnesota North Stars | 80 | 27 | 37 | 16 | 70  | 258 | 278 |
| Chicago Blackhawks    | 80 | 27 | 41 | 12 | 66  | 297 | 335 |
| Toronto Maple Leafs   | 80 | 28 | 46 | 6  | 62  | 259 | 342 |

| Divisão Smythe    | J  | V  | D  | E  | Pts | GP  | GC  |
| ----------------- | -- | -- | -- | -- | --- | --- | --- |
| Calgary Flames    | 80 | 54 | 17 | 9  | 117 | 354 | 226 |
| Los Angeles Kings | 80 | 42 | 31 | 7  | 91  | 376 | 335 |
| Edmonton Oilers   | 80 | 38 | 34 | 8  | 83  | 325 | 306 |
| Vancouver Canucks | 80 | 33 | 39 | 8  | 74  | 251 | 253 |
| Winnipeg Jets     | 80 | 26 | 42 | 12 | 64  | 300 | 355 |

## Playoffs

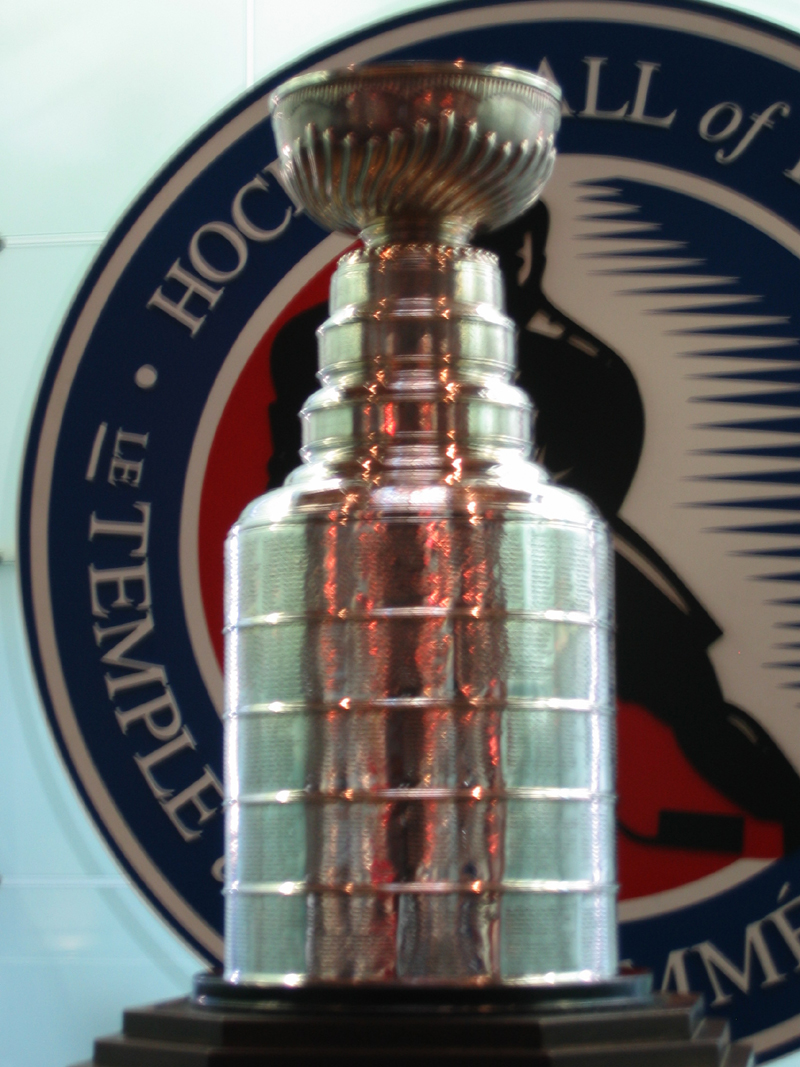
Copa Stanley

A final da Copa Stanley de 1989 colocou frente a frente duas equipes canadenses, o Montreal Canadiens e o Calgary Flames. Montreal terminoiu a temporada regular com 115 pontos, apenas dois atrás do líder da liga Calgary. Eles haviam duelado nos playoffs pela última vez apenas três anos antes, com Montreal vencendo uma série de cinco jogos em 1986. Calgary foi apenas o segundo time oponente na história da NHL a ganhar a Copa no Montreal Forum (o New York Rangers derrotou o Montreal Maroons em 1928) e foi o primeiro a conseguir o feito).

### Tabela dos Playoffs
|  | Fase preliminar | Fase preliminar       | Fase preliminar     |                     |                     | Quartas-de-final    | Quartas-de-final | Quartas-de-final |  |    | Semifinais         | Semifinais | Semifinais |  |    | Final da Copa Stanley | Final da Copa Stanley | Final da Copa Stanley |
|  |                 |                       |                     |                     |                     |                     |                  |                  |  |    |                    |            |            |  |    |                       |                       |                       |
|  | A1              | Montreal Canadiens    | 4                   |                     |                     |                     |                  |                  |  |    |                    |            |            |  |    |                       |                       |                       |
|  | A4              | Hartford Whalers      | 0                   |                     |                     |                     |                  |                  |  |    |                    |            |            |  |    |                       |                       |                       |
|  | A4              | Hartford Whalers      | 0                   |                     | A1                  | Montreal Canadiens  | 4                |                  |  |    |                    |            |            |  |    |                       |                       |                       |
|  |                 |                       |                     |                     | A1                  | Montreal Canadiens  | 4                |                  |  |    |                    |            |            |  |    |                       |                       |                       |
|  |                 |                       | A2                  | Boston Bruins       | 1                   |                     |                  |                  |  |    |                    |            |            |  |    |                       |                       |                       |
|  | A2              | Boston Bruins         | A2                  | Boston Bruins       | 1                   | 4                   |                  |                  |  |    |                    |            |            |  |    |                       |                       |                       |
|  | A2              | Boston Bruins         |                     |                     |                     | 4                   |                  |                  |  |    |                    |            |            |  |    |                       |                       |                       |
|  | A3              | Buffalo Sabres        | 1                   |                     |                     |                     |                  |                  |  |    |                    |            |            |  |    |                       |                       |                       |
|  | A3              | Buffalo Sabres        | 1                   |                     |                     |                     |                  |                  |  | A1 | Montreal Canadiens | 4          |            |  |    |                       |                       |                       |
|  |                 |                       |                     |                     |                     |                     |                  |                  |  | A1 | Montreal Canadiens | 4          |            |  |    |                       |                       |                       |
|  |                 | P4                    | Philadelphia Flyers | 2                   |                     |                     |                  |                  |  |    |                    |            |            |  |    |                       |                       |                       |
|  | P1              | P4                    | Philadelphia Flyers | 2                   | Washington Capitals | 2                   |                  |                  |  |    |                    |            |            |  |    |                       |                       |                       |
|  | P1              |                       |                     |                     | Washington Capitals | 2                   |                  |                  |  |    |                    |            |            |  |    |                       |                       |                       |
|  | P4              | Philadelphia Flyers   | 4                   |                     |                     |                     |                  |                  |  |    |                    |            |            |  |    |                       |                       |                       |
|  | P4              | Philadelphia Flyers   | 4                   |                     | P2                  | Pittsburgh Penguins | 3                |                  |  |    |                    |            |            |  |    |                       |                       |                       |
|  |                 |                       |                     |                     | P2                  | Pittsburgh Penguins | 3                |                  |  |    |                    |            |            |  |    |                       |                       |                       |
|  |                 |                       | P4                  | Philadelphia Flyers | 4                   |                     |                  |                  |  |    |                    |            |            |  |    |                       |                       |                       |
|  | P2              | Pittsburgh Penguins   | P4                  | Philadelphia Flyers | 4                   | 4                   |                  |                  |  |    |                    |            |            |  |    |                       |                       |                       |
|  | P2              | Pittsburgh Penguins   |                     |                     |                     | 4                   |                  |                  |  |    |                    |            |            |  |    |                       |                       |                       |
|  | P3              | New York Rangers      | 0                   |                     |                     |                     |                  |                  |  |    |                    |            |            |  |    |                       |                       |                       |
|  | P3              | New York Rangers      | 0                   |                     |                     |                     |                  |                  |  |    |                    |            |            |  | A1 | Montreal Canadiens    | 2                     |                       |
|  |                 |                       |                     |                     |                     |                     |                  |                  |  |    |                    |            |            |  | A1 | Montreal Canadiens    | 2                     |                       |
|  |                 | S1                    | Calgary Flames      | 4                   |                     |                     |                  |                  |  |    |                    |            |            |  |    |                       |                       |                       |
|  | N1              | S1                    | Calgary Flames      | 4                   | Detroit Red Wings   | 2                   |                  |                  |  |    |                    |            |            |  |    |                       |                       |                       |
|  | N1              |                       |                     |                     | Detroit Red Wings   | 2                   |                  |                  |  |    |                    |            |            |  |    |                       |                       |                       |
|  | N4              | Chicago Blackhawks    | 4                   |                     |                     |                     |                  |                  |  |    |                    |            |            |  |    |                       |                       |                       |
|  | N4              | Chicago Blackhawks    | 4                   |                     | N2                  | St. Louis Blues     | 1                |                  |  |    |                    |            |            |  |    |                       |                       |                       |
|  |                 |                       |                     |                     | N2                  | St. Louis Blues     | 1                |                  |  |    |                    |            |            |  |    |                       |                       |                       |
|  |                 |                       | N4                  | Chicago Blackhawks  | 4                   |                     |                  |                  |  |    |                    |            |            |  |    |                       |                       |                       |
|  | N2              | St. Louis Blues       | N4                  | Chicago Blackhawks  | 4                   | 4                   |                  |                  |  |    |                    |            |            |  |    |                       |                       |                       |
|  | N2              | St. Louis Blues       |                     |                     |                     | 4                   |                  |                  |  |    |                    |            |            |  |    |                       |                       |                       |
|  | N3              | Minnesota North Stars | 1                   |                     |                     |                     |                  |                  |  |    |                    |            |            |  |    |                       |                       |                       |
|  | N3              | Minnesota North Stars | 1                   |                     |                     |                     |                  |                  |  | N4 | Chicago Blackhawks | 1          |            |  |    |                       |                       |                       |
|  |                 |                       |                     |                     |                     |                     |                  |                  |  | N4 | Chicago Blackhawks | 1          |            |  |    |                       |                       |                       |
|  |                 | S1                    | Calgary Flames      | 4                   |                     |                     |                  |                  |  |    |                    |            |            |  |    |                       |                       |                       |
|  | S1              | S1                    | Calgary Flames      | 4                   | Calgary Flames      | 4                   |                  |                  |  |    |                    |            |            |  |    |                       |                       |                       |
|  | S1              |                       |                     |                     | Calgary Flames      | 4                   |                  |                  |  |    |                    |            |            |  |    |                       |                       |                       |
|  | S4              | Vancouver Canucks     | 3                   |                     |                     |                     |                  |                  |  |    |                    |            |            |  |    |                       |                       |                       |
|  | S4              | Vancouver Canucks     | 3                   |                     | S1                  | Calgary Flames      | 4                |                  |  |    |                    |            |            |  |    |                       |                       |                       |
|  |                 |                       |                     |                     | S1                  | Calgary Flames      | 4                |                  |  |    |                    |            |            |  |    |                       |                       |                       |
|  |                 |                       | S2                  | Los Angeles Kings   | 0                   |                     |                  |                  |  |    |                    |            |            |  |    |                       |                       |                       |
|  | S2              | Los Angeles Kings     | S2                  | Los Angeles Kings   | 0                   | 4                   |                  |                  |  |    |                    |            |            |  |    |                       |                       |                       |
|  | S2              | Los Angeles Kings     |                     |                     |                     | 4                   |                  |                  |  |    |                    |            |            |  |    |                       |                       |                       |
|  | S3              | Edmonton Oilers       | 3                   |                     |                     |                     |                  |                  |  |    |                    |            |            |  |    |                       |                       |                       |

### Final
Montreal Canadiens vs. Calgary Flames
As finais da Copa Stanley foram decididas entre as duas melhores equipes da temporada regular. O capitão Lanny McDonald marcou o segundo gol do Flames no Jogo 6. Este seria o último gol em sua carreira de Hall da Fama na NHL porque ele se aposentou ao fim da temporada. Doug Gilmour marcou dois gols no terceiro período, incluindo o gol vencedor do jogo e da Copa para o Flames. 
| Data       | Visitante | Placar | Mandante | Placar | Notas  |
| ---------- | --------- | ------ | -------- | ------ | ------ |
| 14 de maio | Montreal  | 2      | Calgary  | 3      |        |
| 17 de maio | Montreal  | 4      | Calgary  | 2      |        |
| 19 de maio | Calgary   | 3      | Montreal | 4      | (2 OT) |
| 21 de maio | Calgary   | 4      | Montreal | 2      |        |
| 23 de maio | Montreal  | 2      | Calgary  | 3      |        |
| 25 de maio | Calgary   | 4      | Montreal | 2      |        |

Calgary venceu a série por 4-2

## Prêmios da NHL
| Troféu dos Presidentes:         | Calgary Flames                                |
| Troféu Príncipe de Gales:       | Montreal Canadiens                            |
| Taça Clarence S. Campbell:      | Calgary Flames                                |
| Troféu Art Ross:                | Mario Lemieux, Pittsburgh Penguins            |
| Troféu Memorial Bill Masterton: | Tim Kerr, Philadelphia Flyers                 |
| Troféu Memorial Calder:         | Brian Leetch, New York Rangers                |
| Troféu Conn Smythe:             | Al MacInnis, Calgary Flames                   |
| Troféu Frank J. Selke:          | Guy Carbonneau, Montreal Canadiens            |
| Troféu Memorial Hart:           | Wayne Gretzky, Los Angeles Kings              |
| Prêmio Jack Adams:              | Pat Burns, Montreal Canadiens                 |
| Troféu Memorial James Norris:   | Chris Chelios, Montreal Canadiens             |
| Troféu Memorial King Clancy:    | Bryan Trottier, New York Islanders            |
| Troféu Memorial Lady Byng:      | Joe Mullen, Calgary Flames                    |
| Prêmio Lester B. Pearson:       | Steve Yzerman, Detroit Red Wings              |
| Prêmio Mais/Menos da NHL:       | Joe Mullen, Calgary Flames,                   |
| Troféu William M. Jennings:     | Patrick Roy/Brian Hayward, Montreal Canadiens |
| Troféu Vezina:                  | Patrick Roy, Montreal Canadiens               |
| Troféu Lester Patrick:          | Dan Kelly, Lou Nanne, Lynn Patrick, Bud Poile |

### Seleções da liga
| Primeiro Time                      | Posição | Segundo Time                      |
| ---------------------------------- | ------- | --------------------------------- |
| Patrick Roy, Montreal Canadiens    | G       | Mike Vernon, Calgary Flames       |
| Chris Chelios, Montreal Canadiens  | D       | Al MacInnis, Calgary Flames       |
| Paul Coffey, Pittsburgh Penguins   | D       | Ray Bourque, Boston Bruins        |
| Mario Lemieux, Pittsburgh Penguins | C       | Wayne Gretzky, Los Angeles Kings  |
| Joe Mullen, Calgary Flames         | PD      | Jari Kurri, Edmonton Oilers       |
| Luc Robitaille, Los Angeles Kings  | PE      | Gerard Gallant, Detroit Red Wings |

## Estatísticas dos Jogadores

### Artilheiros[1]
J = Partidas jogadas, G = Gols, A = Assistências, Pts = Pontos, PEM = Penalizações em minutos, PPG = Gols em power play, SHG = Gols com jogador a menos, GHG = Gol da vitória no jogo
| Jogador         | Time                | J  | G  | A   | Pts | PEM | +/- | PPG | SHG | GHG |
| --------------- | ------------------- | -- | -- | --- | --- | --- | --- | --- | --- | --- |
| Mario Lemieux   | Pittsburgh Penguins | 76 | 85 | 114 | 199 | 100 | +41 | 31  | 13  | 8   |
| Wayne Gretzky   | Los Angeles Kings   | 78 | 54 | 114 | 168 | 26  | +15 | 11  | 5   | 5   |
| Steve Yzerman   | Detroit Red Wings   | 80 | 65 | 90  | 155 | 61  | +17 | 17  | 3   | 7   |
| Bernie Nicholls | Los Angeles Kings   | 79 | 70 | 80  | 150 | 96  | +30 | 21  | 8   | 6   |
| Rob Brown       | Pittsburgh Penguins | 68 | 49 | 66  | 115 | 118 | +27 | 24  | 0   | 6   |
| Paul Coffey     | Pittsburgh Penguins | 75 | 30 | 83  | 113 | 195 | -10 | 11  | 0   | 2   |
| Joe Mullen      | Calgary Flames      | 79 | 51 | 59  | 110 | 16  | +51 | 13  | 1   | 7   |
| Jari Kurri      | Edmonton Oilers     | 76 | 44 | 58  | 102 | 69  | +19 | 10  | 5   | 8   |
| Jimmy Carson    | Edmonton Oilers     | 80 | 49 | 51  | 100 | 36  | +3  | 19  | 0   | 5   |
| Luc Robitaille  | Los Angeles Kings   | 78 | 46 | 52  | 98  | 65  | +5  | 10  | 0   | 4   |

### Melhores Goleiros
Mínimo de 2000 min. J = Partidas jogadas, MJ=Minutos jogados, GC = Gols contra, TG = Tiros ao gol, MGC = Média de gols contra, V = Vitórias, D = Derrotas, E = Empates, SO = Shutouts, Def% = Porcentagem de defesas
| Jogador            | Time                  | J  | MJ   | V  | D  | E  | SO | MGC  | Def% |
| ------------------ | --------------------- | -- | ---- | -- | -- | -- | -- | ---- | ---- |
| Kelly Hrudey       | Los Angeles Kings     | 66 | 3774 | 28 | 28 | 5  | 1  | 3.66 | 88.2 |
| Ron Hextall        | Philadelphia Flyers   | 64 | 3756 | 30 | 28 | 6  | 0  | 3.23 | 89.1 |
| Sean Burke         | New Jersey Devils     | 62 | 3590 | 22 | 31 | 9  | 3  | 3.84 | 87.4 |
| Grant Fuhr         | Edmonton Oilers       | 59 | 3341 | 23 | 26 | 6  | 1  | 3.83 | 87.6 |
| John Vanbiesbrouck | New York Rangers      | 56 | 3207 | 28 | 21 | 4  | 0  | 3.69 | 88.2 |
| Jon Casey          | Minnesota North Stars | 55 | 2961 | 18 | 17 | 12 | 1  | 3.06 | 90.0 |
| Tom Barrasso       | Pittsburgh Penguins   | 54 | 2951 | 20 | 22 | 7  | 0  | 4.21 | 88.0 |
| Greg Millen        | St. Louis Blues       | 52 | 3019 | 22 | 20 | 7  | 6  | 3.38 | 88.0 |
| Mike Vernon        | Calgary Flames        | 52 | 2938 | 37 | 6  | 5  | 0  | 2.65 | 89.7 |
| Clint Malarchuk    | Washington Capitals   | 49 | 2754 | 19 | 19 | 8  | 2  | 3.36 | 88.0 |

## Estreias
Esta é uma lista de jogadores importantes que jogaram seu primeiro jogo na NHL em 1988-89 (listados com seu primeiro time, asterisco marca estreia nos playoffs):
- Don Sweeney, Boston Bruins
- Stephane Quintal, Boston Bruins
- Sergei Priakin, Calgary Flames
- Paul Ranheim, Calgary Flames
- Theoren Fleury, Calgary Flames
- Ed Belfour, Chicago Blackhawks
- Jeremy Roenick, Chicago Blackhawks
- Randy McKay, Detroit Red Wings
- Tim Cheveldae, Detroit Red Wings
- Martin Gelinas, Edmonton Oilers
- Mike Modano*, Minnesota North Stars
- Eric Desjardins, Montreal Canadiens
- Jyrki Lumme, Montreal Canadiens
- Mike Keane, Montreal Canadiens
- Eric Weinrich, New Jersey Devils
- Paul Ysebaert, New Jersey Devils
- Tom Fitzgerald, New York Islanders
- Tony Granato, New York Rangers
- Mike Richter*, New York Rangers
- John Cullen, Pittsburgh Penguins
- Mark Recchi, Pittsburgh Penguins
- Curtis Leschyshyn, Quebec Nordiques
- Joe Sakic, Quebec Nordiques
- Rod Brind'Amour*, St. Louis Blues
- Trevor Linden, Vancouver Canucks
- Bob Essensa, Winnipeg Jets

## Últimos jogos
Esta é uma lista de jogadores importantes que jogaram seu último jogo na NHL em 1988-89 (listados com seu último time):
- Mark Napier, Buffalo Sabres
- Hakan Loob, Calgary Flames
- Lanny McDonald, Calgary Flames
- Doug Halward, Edmonton Oilers
- Tomas Jonsson, Edmonton Oilers
- John Anderson, Hartford Whalers
- Ron Duguay, Los Angeles Kings
- Craig Hartsburg, Minnesota North Stars
- Dennis Maruk, Minnesota North Stars
- Bob Gainey, Montreal Canadiens
- Billy Smith, New York Islanders
- Marcel Dionne, New York Rangers
- Anton Stastny, Quebec Nordiques
- Mel Bridgman, Vancouver Canucks
- Bengt Gustafsson, Washington Capitals

## Data limite para negociações
Data limite: 7 de março de 1989.
- 27 de fevereiro de 1989: Peter Deboer negociado de Toronto para Vancouver por Paul Lawless.
- 4 de março de 1989: Perry Berezan e Shane Churla negociados de Calgary para Minnesota por Brian MacLellan e a quarta escolha de Minnesota no Draft de 1989.
- 6 de março de 1989: Ken Wregget negociado de Toronto para Philadelphia por considerações futuras.
- 7 de março de 1989: Clint Malarchuk, Grant Ledyard e a sexta escolha de Washington no Draft de 1991 negociados de Washington para Buffalo por Calle Johansson e a segunda escolha de Buffalo no Draft de 1989.
- 7 de março de 1989: Jim Pavese negociado de Detroit para Hartford por Torrie Robertson.
- 7 de março de 1989: Lindy Ruff negociado de Buffalo para o NY Rangers pela quinta escolha do NY Rangers no Draft de 1990.
- 7 de março de 1989: Reed Larson negociado de NY Islanders para Minnesota por considerações futuras.
- 7 de março de 1989: Claude Vilgrain negociado de Vancouver para New Jersey por Tim Lenardon.
- 7 de março de 1989: Brian Wilk e John English negociados de Los Angeles para Edmonton por Jim Wiemer e Alan May.
- 7 de março de 1989: Greg Gilbert negociado do NY Islanders para Chicago pela quinta escolha de Chicago no Draft de 1989.
- 7 de março de 1989: Washington Capitals obtém Dino Ciccarelli e Bob Rouse do Minnesota North Stars por Mike Gartner e Larry Murphy.
- 7 de março de 1989: Jean Leblanc e a quinta escolha de Vancouver no Draft de 1989 negociados de Vancouver para Edmonton Doug Smith e Greg C. Adams.